# Миане
Миа̀не (на италиански: Miane) е малко градче и община в Северна Италия, провинция Тревизо, регион Венето. Разположено е на 259 m надморска височина. Населението на общината е 3545 души (към 2014 г.).